# Motýlí efekt
Motýlí efekt, známý také jako efekt motýlích křídel nebo anglicky butterfly effect, vyjadřuje citlivou závislost vývoje systému na počátečních podmínkách, jejichž malé změny mohou mít v delším průběhu za následek velké variace. Mezi umělé systémy, které tento efekt vykazují, patří například Lorenzův atraktor.
Název se vztahuje k myšlence, že i něco tak malého, jako je třepetání motýlích křídel, může v konečném důsledku vyvolat tajfun třeba i někde na druhé polovině světa. Ovšem pravděpodobnost, že daná motýlí křídla vyvolají dané velké následky, je stejná té, že jiná křídla působící opačně oněm následkům zabrání. Navíc je tato motýlí pravděpodobnost mnohem menší než u větších zdrojů turbulencí. Proto je pro předpověď počasí třeba zlepšit rozlišení pozorování na úrovni velikosti kilometrů.
Henri Poincaré roku 1890 upozornil na závislost počátečních podmínek, které přináší problém tří těles. Později také, že by se jev mohl uplatnit i v meteorologii. Efekt stability vzhledem k počátečním podmínkám řešil například i Alexandr Ljapunov.
Pojem motýlího efektu je inspirován slavnou sci-fi povídkou A Sound of Thunder (Burácení hromu), kterou v roce 1952 napsal americký spisovatel Ray Bradbury, poprvé jej použil Edward Lorenz 29. prosince 1979 na své přednášce „Predictability: Does the flap of a butterfly’s wings in Brazil set off a tornado in Texas?“ přednesené na zasedání Americké asociace pro pokrok ve vědě ve Washingtonu, USA. Ale již v roce 1971 byla tato myšlenka a současné klimatické změny dávány do souvislosti. Populární se stal až v 90. letech po filmu Havana s Robertem Redfordem.
Vědci ovšem poukazují na to, že počasí není tolik citlivé na počáteční podmínky, jak se dříve myslelo. Například Stephen Wolfram (v knize A New Kind of Science) poukazuje na to, že Lorentzova rovnice (viz Lorenzův atraktor) je příliš zjednodušený model, který například neobsahuje viskozitu představující vnitřní tření vzduchu, které zabrání lavinovitému rozšíření z malých podnětů.